# 茨木町
茨木町（いばらきちょう）は、大阪府の北部、三島郡に属していた町。現在の茨木市役所（町役場）の所在地であり、主にJR京都線茨木駅から阪急京都本線茨木市駅の周辺にあたる。
本項では町制前の名称である茨木村（いばらきむら）についても述べる。

## 地理
- 河川 ： 茨木川（1949年（昭和24年）に西河原付近で安威川に合流するように付け替え工事が行われたことにより町中心部付近では廃川となり、現在は元茨木川緑地となっている）、安威川

## 歴史
- 1889年（明治22年）4月1日 - 町村制の施行により、茨木村、上中条村、下中条村が合併して島下郡茨木村が発足。
- 1896年（明治29年）4月1日 - 所属郡が三島郡に変更。村内に三島郡役所が設置される。
- 1898年（明治31年）10月14日 - 茨木村が町制施行して茨木町となる。
- 1948年（昭和23年）1月1日 - 春日村、三島村、玉櫛村と合併して茨木市が発足。同日茨木町廃止。

## 交通

### 鉄道路線
- 日本国有鉄道（現・JR西日本）
  - 東海道本線（JR京都線）
    - 茨木駅
- 新京阪鉄道（現・阪急電鉄京都本線など）
  - 京都本線
    - 茨木町駅（現・茨木市駅）

## 出身・ゆかりのある人物
- 島定治郎（大阪府多額納税者、実業家、政治家） - 島貿易社長。貴族院議員。